# Giovanni Tomatis
Giovanni Tomatis (Piozzo, 18 aprile 1871 – Dogliani, 24 aprile 1959) è stato un direttore della fotografia ed operatore cinematografico italiano.

## Biografia
Fu uno dei primi operatori assunti dall'Itala Film, dove fu impiegato sia come cameraman che come fotografo fino al 1921, salvo una breve parentesi alla Tiber Film. 
Collaborò a numerose pellicole, tra queste i film della serie Cretinetti e Maciste, Cabiria e La caduta di Troia.

## Filmografia

### Direttore della fotografia
- Le creazioni svariate di Cretinetti (1909)